# Везани гени
Везани гени су сви гени на једном хромозому и да није кросинг-овера они би се сви заједно, у блоку, преносили на потомство. Кросинг-овер омогућује да се они рекомбинују као да су слободни гени.